# Герб Марганця
Герб Ма́рганця — один з офіційних символів міста Марганець Марганецької міської ради Дніпропетровської області, затверджений у 18 вересня 1998 р. № 70-VII/XXII рішенням Марганецької міської ради.

## Опис
На пурпуровому щиті золоте коло, на яке накладене зображення двох чорних териконів, коло оточене зверху 13-ма відокремленими золотими пелюстками, а знизу — половиною чорного роторного колеса зі срібною облямівкою, на верхній частині щита — золота стрічка з чорним написом «1938», на нижній частині — золоті перехрещені козацька шабля та булава, які накладено на два перев'язані золотою стрічкою золоті колоски.

## Значення символів
Символіка та колористика герба відображає видобуток у місті марганцевої руди відкритим (роторне колесо) та шахтним (терикони) способом. Верхній контур териконів утворює літеру «М», вказуючи на назву міста. Козацькі шабля та булава нагадують про історичне минуле, коли територія теперішнього Марганця була місцем перебування Запорізької Січі.
Автор — Ю. С. Швець.